# Hyperändlig kropp
Inom matematiken är en hyperändlig kropp en överuppräknelig kropp som på många sätt liknar ändliga kroppar. Mer precist är en kropp F hyperändlig om den är överuppräknelig och kvasiändlig, och för varje delkropp E kan varje absolut hel E-algebra (regelbunden kroppsutvidgning av E) med kardinalitet mindre än F inbäddas i F. Hyperändliga kroppar introducerades av Ax (1968). Varje hyperändlig kropp är pseudoändlig, och är speciellt en modell för första ordningens teori av ändliga kroppar.